# 真如苑
宗教法人 真如苑（しんにょえん）は、東京都立川市柴崎町の真澄寺（旧・真言宗立川不動尊教会）に本部を置く、真言宗総本山醍醐寺の伝燈(法流・法脈)を汲む在家仏教教団で仏教宗派の一つである。
戦後、宗教団体法の廃止、宗教法人令公布により、戦時下において国策により統合されていた合同真言宗は解体され分派還元が許されたことを機に、新たに宗団を形成し真言宗から独立した。
1951年に大般涅槃経を所依の経典とし「真如苑」と改称。1953年、宗教法人として認証を受けた。

## 概要
- 宗派   真如苑 (包括法人名)
- 総本山   燈檠山真澄寺[10]（とうけいざん・しんちょうじ）
- 立教開創　 1936年2月8日
  - 1951年、宗教法人法施行後、1953年に文部省により宗教法人として認証。
- 本尊   久遠常住釈迦牟尼如来（くおんしょうちゅう・しゃかむににょらい、開祖自刻の釈迦涅槃像。）
- 経典   大乗大般涅槃経（正依経、傍依として般若経と法華経等大乗経典、大方広佛荘厳経(華厳経)も重視。なお、般若・法華・涅槃をもって真如三部経と称呼する。）
- 開祖
  - 伊藤真乗（いとう しんじょう、1906～1989）
  - 伊藤友司（いとう ともじ、1912～1967）
  - 法嗣　伊藤智文（いとうともふみ）
  - 法嗣　伊藤友一（いとうゆういち）
- 苑主 伊藤真聰（いとう しんそう、1942～
- 信者数　(ほぼ実数に近いとされている)
  - 917,903（2023/12/31現在）[11]
  - 938,190（2022/12/31現在）[12]
  - 916,876（2021/12/31現在）[13]
  - 930,748（2020/12/31現在）[14]
  - 940,099（2019/12/31現在）[15]
- 所在地 東京都立川市柴崎町1-2-13

## 略史

### 草創期
真如苑の開祖で、真澄寺開基上人である伊藤真乗（俗名・文明）と妻・伊藤友司は共に山梨県北巨摩郡(現在の山梨県北杜市)出身。真乗は、高等小学校を卒えてのち農業補習学校に進み卒業後、1923年上京、東京中央電信局（現NTT）で働きながら、正則英語学校普通科（ 斎藤秀三郎校長、現・正則学園高等学校）を卒業、高等科に進学するも、当時の教育規則に沿い青年訓練所に入るため やむなく英語学校を辞した。1926年の徴兵令により、東京府立川町の近衛師団管下飛行第五連隊に入営し、航空写真の撮影等に携わる。
除隊後は、石川島飛行機製作所（のちの立川飛行機株式会社）に入社。勤務の傍ら、少年期に父から伝授された一子相伝の伊藤家家学の易学『 甲陽流病筮鈔 』をさらに研鑽した。真乗は雑司ヶ谷の天明教会（真言宗醍醐派修験道部）先達 浦野法海と縁を結ぶ。真乗は、天理教信者であった母の影響、曹洞宗の禅寺の檀家総代でもあった父から禅と易学を学び、宗教的資質として父母の衣鉢を継いだ。このように上京後は、航空機開発の技術者としての青年期を送り、遠縁の友司と結婚してのち、夫婦で新宿淀橋のキリスト教会にも通い野外伝道にも携わる。
1935年暮、真言密教を学ぶうち、伊藤夫妻は、東京市牛込区の仏師宅で遇った不動明王坐像を自宅に勧請、翌正月早々から寒三十日の修行に入った。寒修行満願の夜、友司は入神状態となり、祖母から伝わる霊能を受け継ぎ霊能家になった。これを機に真乗は、会社勤務を辞し、宗教活動に専念することになる。
自宅を成田山新勝寺講中とし「立照講」を届出、「立照閣」として合法活動を講じる。真言宗醍醐派総本山醍醐寺に上り、三宝院道場にて佐伯恵眼座主戒師のもと出家得度の儀に臨み、『得度畢』の辞令を得る。
1938年秋、「真澄寺」と呼ばれる道場が現在地に完成し、醍醐派管長の許可を得て組織も「立照閣」から「真言宗醍醐派立川不動尊教会」へと改められる。
真乗は醍醐寺で、1939年10月27日、三宝院灌頂堂（かんじょうどう）道場にて入壇、三宝院門跡佐伯惠眼大僧正大祇師のもと修験道当山派伝承の恵印灌頂（醐山に伝わる在家法流）を畢え、更に本宗部へと上行をかさね、1943年3月5日、傳戒大阿闍梨 醍醐寺座主 三宝院門跡佐伯恵眼大僧正のもと、醍醐寺三宝院灌頂堂にて、三宝院流憲深方による伝法灌頂を畢め、阿闍梨となった。この間、1941年3月、真言宗醍醐派管長の命に、東京府北多摩郡村山村萩ノ尾、一住坊常宝院の特命住職として晋んだ。出家得度から5年に満たずしての特命住職の拝命だった。常宝院は、明治初年、新政府による祭政一致 神祇官再興の布告、神仏分離令（1868年）につづく廃仏毀釈の激化、修験道廃止令（1875年）以降、寺運奮わず次第に衰微していた。真乗は村山村（武蔵村山市）の修験寺院の特命住職として、廃寺然と化していた堂刹再興に鋭意取り組んだ。同年3月31日付、文部当局の意向に、仏教は十三宗五十六派から 十三宗二十七派 に統合、真言宗各派も合同し「大真言宗」となる。真乗が主管する二院も、合同真言宗第十五教区（東京府下 二市三郡）第二組 に所属、真乗は、立川・村山を往還し寺門運営に当たった。
1942年4月、戦時下、統制がより厳しくなった宗教団体法による制約に、従来の「成田山立照講」「高尾山清瀧講」を糾合した宗教結社「常宝会」を結成、文部当局に届出、真乗のもとに参じる篤信に呼びかけ有縁の各地に支部を結成し、常宝院主として復興に努め、特命住職の責を果たした。
村山郷の古刹で、和銅3年（710年）、行基開基とされる龍華山真福寺 の第八世 法範が醍醐三宝院より法流を相続、慶長18年、修験道法度発布（1613年）ののち当山派法流が村山に定着したのは元和年間とある。ここに、真乗阿闍梨は、寛永年中、真福寺塔中六箇寺、上院坊 権大僧都法印 俊慶が萩ノ尾に引寺し「一住坊」と改正 以来、代々当山派修験職として継承され、明治の混乱期も乗り切った堂刹三百年の法統を廃絶させることなく護持し得た。この「常宝会」の同志的結集が戦後の独立、新たな宗団の形成に結んでゆく。僧階も律師から少僧都へと昇補した。
1945年8月の終戦後、治安維持法廃止、神道指令につづく宗教団体法の廃止による合同解体決議、各宗各派は分派還元に向かう。12月28日、宗教法人令公布に伴ない、1946年2月、立川不動尊教会（真澄寺）は真言宗を離脱し、新たに宗団を形成。同時期、茨城県霞ヶ浦畔の古寺、歩崎山長禅寺・歩崎観音(本尊  十一面観世音菩薩立像)が包括寺院となるなど、戦時下結成の常宝会以来の活動が実を結び、都区内はじめ、山梨、埼玉、山形と各地に塔中寺院も充実、1948年には名称も「まこと教団」へと改められた。
1950(昭和25)年1月、伊藤友司は三昧耶加行に入り法流稟承の行に臨み、5月この厳行を畢えた。僧名《眞如》。
1950年8月21日、不祥事により教団を去った元教務総長の地位にあった青年僧が、前年の夏、修行を名目に体罰を受けたと真乗を訴えたことにより、真乗が逮捕されるという事件が起きた。1952年5月7日、一審・東京地方裁判所八王子支部では有罪と認定し、真乗に傷害罪懲役1年の実刑判決を下した。1954年1月30日、東京高等裁判所の控訴審判決では、一審の判決を変更し、体罰に関しては宗教上の行為として無罪。また、告訴人の一部事実誤認、本件の動機、目的、本人の経歴などを総合すると地裁判決は重すぎ失当であるとしつつも、教団の監督者としての責任を問われ、真乗に傷害罪懲役8月・執行猶予3年の判決を下した。
この事件は「まこと教団事件」と言われ、マスコミをにぎわせた。この事件は、一般に新宗教を淫祠邪教視する社会風潮によるものとする見解が有力である。真如苑が当時加盟していた新日本宗教団体連合会（新宗連）は、「当然無罪となるべき事件だったが、官憲やジャーナリズムを始め世間一般が、新宗教といえば実体を見極めずに邪教視、弾圧しようとした、そのころの風潮を露骨に示す実例」と総括した。
教団存続が危ぶまれる事態に真乗の妻・友司が第3次吉田内閣の樋貝詮三国務大臣の自宅を訪れ、樋貝は弁護士を紹介した。その後、樋貝が死去した後、毎月の命日には欠かさず墓参りに来たという。

### 真如苑としての出発
この事件による教団の打撃は大きく、教団は危機的状態になったが、立て直しをはかり、1951年に大般涅槃経を所依の経典とし「真如苑」と改称。1952年7月、文部省に宗教法人法に基づき、書類を提出し、翌年5月に認証された。真乗は管長を辞し教主となり、友司が苑主に就任した。
1957年1〜3月、教主真乗は新道場の本尊となる丈六(約4.8メートル)の大涅槃像(塑像)を自刻造立、厳寒のなか謹刻開始から完成まで80日という短時日での聖業であった。翌1958年5月、新道場『接心道場』が落慶。これを機に、傳燈密教を基盤に、大乗大般涅槃経を依経とする教理体系を充実、まこと教団時代に開講、開発した教師養成機関「智流学院」「接心修行」を軸に、体制を出家仏教を基盤とする在家仏教教団として整備、このことがのちの教団躍進の嚆矢となった。また従来の僧衣を平服・襟袈裟(折五条袈裟)に、剃髪から有髪とし、真乗も円頂から蓄髪となって、出家・在家の隔てを超えて双修する独自の修行法を確立、戦後混迷期の革新的在家教団として面目躍如たるものがあった。
1966年3月、醍醐寺より、教主真乗に大僧正位、苑主友司(僧名 眞如)に権大僧正位が贈られた。7月、タイ国・パクナム寺院より、仏舎利が奉戴された。11月、真如苑一行が、タイ国で開催された「第8回世界仏教徒会議」に日本代表として出席、その後インドを巡り、仏跡を訪ねた。1967年6月には、「欧州宗教交流親善使節団」として欧州7ヵ国とイスラエルを訪問、英仏各仏教会はじめ聖書協会との交流、6月28日には、バチカンにおいて、ローマ教皇パウロ6世と謁見。欧州帰国後の8月6日、苑主友司が急逝した。友司には、醍醐寺より、女性として初の大僧正位が追贈された。

### 苑主・友司没後～開祖死去まで
1967年8月、苑主友司(摂受心院)大僧正遷化後(没後)の1970年5月、苑主誕生の吉辰を期し、祖山である真言宗総本山醍醐寺より醍醐寺座主 三宝院門跡東行、密教の守護神、醐山総鎮守である霊神『清瀧大権現』が、真如苑真澄寺の地に分霊勧請、鎮座された。
【註】「清瀧権現御事: およそこの神は三国(天竺・中国・日本)において密教を守護する霊神なり。しかれば則ち、天竺(インド)において龍猛の密教を護り、辰旦(中国)においては恵果の法流を守り玉へり。清瀧の名字、青龍寺号深くこれを思うべし。ここに我が(高祖)大師(空海)、大唐に渡って青龍の瓶水写したまへり。我が朝にこの法流を守る為に大師帰朝の時、同船したまへり。日域大同元年なり。 しかれば桓武天皇崩御の故に且鎮西(九州)御逗留あり。御逗留の間は雨師大明神と号す。この神、大同二年に大師入洛の後は《善女龍王》と号し奉る。
その後聖宝尊師、醍醐山建立の時、上醍醐本宮へ移したまへり。その後堀河天皇の御宇、寛治四年四月四日、勝覚権僧正、上の醍醐西谷准胝観音堂の傍らへ勧請奉る。その後同僧正の時、下醍醐へ移し奉る。ときに帝王、正一位をくださる。」(註:真福寺大須文庫(北野山真福寺宝生院大須観音)
https://kotenseki.nijl.ac.jp/biblio/100193541/viewer)
70年代より急速に教勢が伸長し、80年代後半には、公称信者数200万人と発表した。この頃より信者数200万人という数字がメディアから注目され取り上げられることが多くなったため、真如苑は、真乗の死を期に、信者数を実数に合わせ、下方修正し発表した。
1973年3月、真如苑初の海外支部がハワイ（アメリカ）に落慶した。1976年5月、醍醐寺金堂にて、真乗を導師として、醍醐寺開創一千百年慶讃法要が執行された。1978年10月、真乗がタイ国を訪問、上座部仏教と交流を深めた。1979年3月、立川総本部に十一面観世音菩薩を本尊とする発祥第二精舎が落慶した。6月には、真乗が欧州5カ国を巡教、1980年5月にはハワイ、アメリカ本土に巡教した。
1983年10月、真如法燈継承の儀により、三女伊藤真聰、四女真玲が法流を相承した。1984年4月、醍醐寺金堂にて、真乗を大導師として、真聰、真玲を副導師として、弘法大師御入定一千百五十年御遠忌法要が執行された。1989年7月、教主真乗死去により、伊藤真聰が苑主・真澄寺首座を継承し、継主となった。

### 近年・開祖の死去以降
1992年3月、醍醐寺より、伝燈大阿闍梨継主真聰に大僧正位が贈られ、1997年9月11日には、教主真乗が大成した密教法流「真如三昧耶流」を顕揚する「真如三昧耶堂」が醍醐寺に建立された。
2002年、東京都武蔵村山市（一部立川市）の旧日産自動車村山工場跡地の大半106ヘクタールを取得。真如苑・日産・立地自治体で構成される跡地利用協議会が設立された。2013年には東大地震研究所が工場跡地において、長さ250メートル、深さ10メートルわたる巨大トレンチを掘削して立川断層の調査に利用された。2015年には「地域のために役立ててほしい」と工場跡地の一部約3.8ヘクタールを武蔵村山市に無償譲渡した。武蔵村山市は、公共・公益施設などを整備する方針としている。また毎年10月には武蔵村山市の市民まつりである「村山デエダラまつり」の会場として利用されている。2022年、教団は工場跡地を「真如ヤーナ」と命名した。ヤーナとは、サンスクリット語で乗り物、道、教えを表す。2022年6月18日には、「真如ヤーナ」で初の法要（真如ヤーナ済摂会）を厳修した。
2006年3月、東京都立川市泉町に総合道場となる「応現院」が落慶した。
2008年3月、海外流出が懸念されていた鎌倉時代の仏師・運慶の作とみられる「大日如来像」（2009年、重要文化財指定）が、ニューヨークのクリスティーズでオークションにかけられた。真如苑は三越に依頼して1430万ドル（約14億円）で落札し、文化財の海外流出を防いだ。文化財としての調査と展示のため、その後7年間東京国立博物館に寄託されたのち、半蔵門ミュージアムで一般公開されている。
2012年10月、聖宝理源大師1100年御遠忌大法要中日(ちゅうじつ)に大阿闍梨真聰継主は、世界遺産醍醐寺国宝金堂において、醐山史上女性有髪の大僧正として初の大導師を勤仕した。随喜列座の職衆には世界各国から行を修めた教師(海外教徒)が参集した。
2012年10月、東京都千代田区一番町に友心院ビルが落慶。2018年4月、運慶作と推定される大日如来坐像（重要文化財）などの仏教美術品を一般公開する文化施設「半蔵門ミュージアム」を設立。
2013年3月、伊藤真聰苑主は開祖生誕法要、常住祭において真如苑事務局で教務長補佐を務めている鳥飼尚之(とりかいたかし)氏を次期後継者に指名した。

## 教義と修行体系
真言密教の伝統や儀式を重んじつつ、社会生活の中で他者と協調し、融和の精神と利他行の実践に努めて心を磨くことを重視する。
真如苑の教えは、「伝燈法脈」、「大般涅槃経」、「真如霊能」の三つの柱からなる。「伝燈法脈」は、教主真乗が醍醐寺で修行し、醍醐寺座主から受け継いだ真言小野流の法脈である。のちにそれを基盤として、教主真乗は、1997年に醍醐寺より顕揚された真如三昧耶流といわれる流派、真言宗醍醐派管長、三宝院門跡、大阿闍梨、岡田宥秀大僧正が命名した法流「真如密」を確立することとなる。
「大般涅槃経」は、真如苑の所依の経典であり、教えの根本とされる。「大般涅槃経」の要旨は、如来は不滅であり、永遠に存在するという「如来常住」、生きとし生けるものはすべて仏になれる性質を持つという「一切衆生悉有仏性」、闡提（せんだい）でも成仏できるという「一闡提成仏」、さらに理想の境地とされる「常楽我浄」の4つからなる。
「真如霊能」は、教主真乗が受け継いだ家伝易学による霊能と、苑主友司が祖母、伯母を通じて継承した霊能が一体となり湧出したものであり、今日の「接心」修行（後述）の基盤であるとされる。また、このときこの世とあの世は一つにつながっているという「顕幽一如」という教えが示された。あの世の諸霊は、その子孫や縁故者に対して影響を及ぼすことがあるとされる。あの世の諸霊に廻向をし、この世に生きている者が修行して因縁を清めていけば、その結果として諸霊・現世の者も幸福が得られるという。真如苑では、仏教の修行である六波羅蜜を現代社会においても取り組みやすいように集約したとする「3つのあゆみ」の実践が修行とされる。「3つのあゆみ」とは、「歓喜」（布施行）、「お救け」（布教活動）、「ご奉仕」（教団内外における奉仕活動）をいう。
その他、朝夕の読経、法要参座、接心も主な修行とされている。

教義面では、密教の他に、諸宗教・スピリチュアリズム・易などの影響がみられる。護摩法要、廻向法要などの法要は真言宗醍醐派に則ったものとなっている。

### 接心と霊位
真如苑では、「接心」と呼ばれる瞑想修行を行う。接心修行は、日常生活における自分の心の在り方や自分の持つ傾向性を霊能者（ミーディアムとも呼ばれる）を通して、見つめ直すもので、日常生活の中で覆われてしまった仏性が開発されるという。
接心には、有相接心・無相接心の2種類が存在する。有相接心では、霊能者と信者が対座し、霊能者から信者に対して、心を磨くために必要なアドバイスが「霊言」として伝えられる。霊能者から伝えられた霊言の内容を、自己反省し深め、日常生活の中で実践していくことを「無相接心」と呼ぶ。

真如苑では、大乗→歓喜→大歓喜→霊能という4つの霊位が設定されている。霊位向上のための「相乗会座」という修行に参加するには、各霊位によって所定の活動実績（入信させた信者数、歓喜・ご奉仕の継続的な実践等）を満たすことが条件である。「相乗会座」において祈りが深まり、相応しい境涯に達していると判定されることで次の段階の霊位を得られる。霊能者となることで、接心において「霊言」を受ける側から、与える側となる。

心霊科学者の梅原伸太郎は、真如苑の霊能者を用いる方法は、日本心霊科学協会やその前身に学んでいるとしている。

### 両童子・抜苦代受
真如苑では、伊藤夫妻の夭折した2人の息子を「両童子」と呼び、霊界の両童子が信者の苦しみを身代わりとなって引き受けてくれるとしている。これを「抜苦代受」と呼んでいる。真乗は、長男が病死した際に、長男は皆の苦しみを代わりに引き受けるために死亡したと解釈した。死んだ子供には救済者としての役割が与えられ、教団の宗教活動の中で重要な役割を担うようになった。ただし、当時は「身代わり」などと称し、「抜苦代受」の用語は使われていない。長男・次男の死後には、信者の病人が救われるなどの救いの力が示されたという。また、長男・次男の他界により、霊界との道交を開かれ、円滑な接心修行が可能となったとしている。

## 対外的活動

### 社会貢献・海外交流
1970年より、早朝の清掃活動が始まり、2020年現在、全国約5,800カ所の公共の場所において清掃活動を行っている。
1995年1月17日の阪神・淡路大震災において、震災当日に有志のボランティアが現地入りし、状況把握と共にボランティアメンバーを募集、22日より救援物資の積み下ろし、仕分け、医療班の補助についた。信者の中には建物に埋まった人を助け出した人もいる。この経験を通して同年2月1日、真如苑救援ボランティアである「SeRV（サーブ）」が発足した。4月時点ボランティアの登録者は1万人を超え、自治体や被災者の要請に応え、現地に派遣された。その後、特に避難所となっている小学校のグランドやトイレ清掃活動を中心に約7ヶ月間にわたるボランティア活動を行なった。阪神・淡路大震災では、11,330人がボランティアとして活動した。2011年3月11日の東日本大震災においても、震災当日に教団施設の一般開放、SeRVはボランティアを被災地に派遣し、義援金を届けるとともに、支援物資の運び込み、炊き出し等を行った。東日本大震災においては、8,742人がボランティアとして活動した。SeRVは、1995～2015年において、国内外5ヶ国の59災害にボランティアを派遣した。
海外においては、世界文化遺産のアンコール遺跡修復事業・現地技術者育成支援、小児病院支援、カンボジア留学生支援などを行うカンボジア・プロジェクトを実施している。スリランカにおいては、1988年より幼児教育施設ランカスクールを設置し、2012年までに6,000人の卒園生を輩出している。その他、日本赤十字社、国連児童基金（ユニセフ）、世界食糧計画、国連難民高等弁務官事務所、世界保健機関、日本国際ボランティアセンター、国境なき医師団、世界自然保護基金など多方面の国連諸機関や各種NGO等への支援を行っている。また、各種財団があり、財団を通じた社会活動も活発である。

### 醍醐寺との関係
伊藤真乗は醍醐寺で出家・得度したのち、恵印灌頂（在家法流）および伝法灌頂（出家法流）を法畢した（前掲）。このような経緯があり、醍醐寺との関係が深い。真如苑は、醍醐寺への寄進も行っており、2008年8月、醍醐寺上醍醐の准胝堂が火災で焼失した際には、准胝堂再建勧募2億円、2009年10月、醍醐寺の開祖・聖宝理源大師1100年遠忌法要においては、1億円の遠忌勧進募金があったことが醍醐派定期宗会で報告された。

## 入信・退会手続き
真如苑に入信するには「精進願い」に所定の事項を記入して提出する。この時、登録費200円と月額200円の会費を年単位で収める必要がある。入信には、信徒である紹介者が必要であり、紹介者は導き親と呼ばれ、新たに入信した信者はその子信者となる。導き親と子の関係は以後継続し、導き親は子信者の教化の手助けをする。退会の意志があればだれでも退会することができる。退会の際は、所定の用紙に必要事項を記入して提出する。

## 制作番組
- 精神文化の時間・常楽我浄（ベターライフチャンネル）